# 세계 웃음의 날
세계 웃음의 날(World Laughter Day)은 매년 5월 첫째주 일요일에 해당하는 기념일로, 마단 카타리아 박사가 창시하였으며 1998년 1월 11일 인도 뭄바이에서 처음 행해졌다.
인도에서는 이 날 오로지 웃기 위해 수백 개의 "웃는 사람 클럽"이 생겨나며, 20분 이상 다 같이 웃는 것이 과제이다. 웃음 경연 대회에서는 강사가 잘 웃는 법을 가르치기도 하며, 요가에 웃음을 접목한 웃음 요가(:en:Laughter yoga)를 수행하며 마음을 다스리는 사람도 있다.